# Eucampima violalis
Eucampima violalis là một loài bướm đêm trong họ Noctuidae.